# دانیلی ایگان
دانیلی ایگان (انگلیسی: Danielle Egan؛ زادهٔ ۲۸ اوت ۱۹۷۳) بازیکن فوتبال اهل ایالات متحده آمریکا است.
وی همچنین در تیم ملی فوتبال زنان ایالات متحده آمریکا بازی کرده‌است.